# 須原清貴
須原 清貴（すはら きよたか、1966年6月18日 - ）は、日本の経営者。複数の企業の代表取締役を勤めたほか、公益財団法人日本サッカー協会 (JFA) 専務理事を務めた。

## 来歴
岐阜県生まれ。岐阜県立岐阜高等学校を経て慶應義塾大学法学部法律学科に進学し、2年間のアメリカ留学を経験する。卒業後は将来的に父の経営する会社を継ぐことを志し、経験を積む目的で1991年に住友商事へ入社。金属関連・情報産業関連の営業を務め、社内留学制度に応募してハーバード・ビジネス・スクールに留学、2000年に経営学修士 (MBA) の資格を取得する。帰国後、事業の意思決定に関われないことで仕事へのやりがいをなくし、2001年に住友商事を退社し、ハーバード時代から誘いを受けていたボストン・コンサルティング・グループに転職。
2002年に住友商事時代に縁のあったトミーの落合稔（現・明治大学名誉教授）の誘いを受け、2003年1月に人材育成事業のベンチャー企業「CFOカレッジ」の立ち上げに参画。しかし2004年に落合が明治大学に転出することが決まったことでCFOカレッジを発展的に解消することになり、須原自身も誘いを受け、語学教育事業を手がけるGABAに最高財務責任者 (CFO) として入社。GABAではマネジメント・バイアウトにより創業家から事業継承を行い、事業戦略の見直しなどにより事業拡大に成功、副社長兼最高執行責任者 (COO) となって実質的な経営責任者となり、2006年12月には東京証券取引所マザーズへの上場を果たす。しかし投資資金の返済がGABAの収益を圧迫するようになり、加えて語学教育業界自体への逆風も相まって業績が悪化。2008年12月にCOOを解任されGABAを退社する。
2009年、フェデックスの子会社・FedEx Kinko's International, Inc.から同社の日本法人（フェデックス キンコーズ・ジャパン、現・キンコーズ・ジャパン）社長のオファーが届き、社長に就任。世界共通のビジネスモデルを過信していたがゆえの原価率の悪さを改善し、さらにコニカミノルタ傘下となって経営の立て直しに注力する。その後、ベルリッツ・ジャパン、ドミノ・ピザ ジャパンで経営に携わってきた。
一方、本業とは別に、自分の子息が通うサッカークラブの練習を見学するうちにコーチとして携わるようになり（自身に選手としての経験は無い）、クラブの監督の勧めもあってサッカー4級審判員の資格を取得する。そのうちに東京都サッカー協会を通じてJFAの審判委員会にも関わるようになり、2014年にはJFA審判委員会の委員を務める。さらに、当時JFA審判委員長だった小川佳実を通じて田嶋幸三を紹介され、田嶋がJFA会長となった2016年にJFA理事に就任。田嶋が2期目となる2018年に田嶋から誘われ、ドミノ・ピザ ジャパンを辞してJFAの専務理事に就任した。
2023年1月末をもってJFA専務理事を退任。同年4月からコニカミノルタの欧州子会社（Konica Minolta Business Solutions Europe GmbH Geschäftsführer）の代表並びにコニカミノルタの上席執行役員に就任した。

### 注記
1. ↑  ノヴァ (外国語教室)#法令違反によるトラブル、GEOS#経営問題も参照のこと
2. ↑  その後GABAは2011年にニチイ学館に買収され、同社の完全子会社となっている。
3. ↑  後に2級審判員資格及び3級審判インストラクター資格を取得している[3]。